# Clarence S. Campbell Bowl
Clarence S. Campbell Bowl, eller Campbell Trophy, er et trofæ der gives til vinderen af slutspillet i Western Conference i NHL. Vinderen af trofæet mødes med vinderen af slutspillet i Eastern Conference i finalen om Stanley Cup-trofæet.
Trofæet har fået sit navn efter Clarence S. Campbell, der var præsident for NHL i perioden 1946-77.

## Historie
Gennem sin historie har Clarence S. Campbell Bowl været den vestlige pendant til Eastern Conferences Prince of Wales Trophy. Trofæet blev første gang uddelt i 1967-68 hvor det blev givet til vinderen af grundspillet i den nye West Division der blev indført da NHL udvidedes fra 6 til 12 hold. Da divisionsinddelingen blev ændret i 1974-75 blev trofæet givet til vinderen af grundspillet i Campbell Conference. Fra 1981-82 blev trofæet givet til vinderen af slutspillet i Campbell Conference og fra 1993-94 til vinderen af slutspillet i Western Conference. 
Det er en udbredt overtro blandt NHL's spillere at ingen spiller bør løfte endsige røre ved trofæet eller dets pendant i Eastern Conference, Prince of Wales Trophy. Dette ses som et udtryk for at spillerne mener at Stanley Cuppen er det eneste trofæ der tæller og at de trofæer der vindes ved at vinde den respektive Conference kun er et ubetydeligt skridt på vejen mod Stanley Cup-trofæet. Enkelte spillere har dog "forbrudt" sig imod denne overtro og alligevel vundet Stanley Cuppen: Steve Yzerman for Detroit Red Wings i 2002 og Joe Sakic for Colorado Avalanche i 1996 bar begge rundt på trofæet inden de sidenhen vandt Stanley Cup-finalen. Da Vancouver Canucks vandt trofæet i 1994 bar deres kaptajn Trevor Linden trofæet på en sådan måde at låget faldt af. Canucks tabte sidenhen finalen om Stanley Cuppen til New York Rangers med 4-3 i kampe.

## Clarence S. Campbell Bowl vindere
| Hold                   | Vundet |
| ---------------------- | ------ |
| Edmonton Oilers        | 7      |
| Philadelphia Flyers    | 6      |
| Chicago Blackhawks     | 4      |
| Detroit Red Wings      | 4      |
| Calgary Flames         | 3      |
| Minnesota/Dallas Stars | 3      |
| New York Islanders     | 3      |
| Anaheim (Mighty) Ducks | 2      |
| Colorado Avalanche     | 2      |
| St. Louis Blues        | 2      |
| Vancouver Canucks      | 2      |
| Los Angeles Kings      | 1      |
| Vegas Golden Knights   | 1      |

### West Division grundspilsmestre
- 1967-68 – Philadelphia Flyers
- 1968-69 – St. Louis Blues
- 1969-70 – St. Louis Blues
- 1970-71 – Chicago Black Hawks
- 1971-72 – Chicago Black Hawks
- 1972-73 – Chicago Black Hawks
- 1973-74 – Philadelphia Flyers

### Campbell Conference grundspilsmestre
- 1974-75 – Philadelphia Flyers
- 1975-76 – Philadelphia Flyers
- 1976-77 – Philadelphia Flyers
- 1977-78 – New York Islanders
- 1978-79 – New York Islanders
- 1979-80 – Philadelphia Flyers
- 1980-81 – New York Islanders

### Campbell Conference slutspilsmestre (Stanley Cup finalister)
- 1981-82 – Vancouver Canucks
- 1982-83 – Edmonton Oilers
- 1983-84 – Edmonton Oilers
- 1984-85 – Edmonton Oilers
- 1985-86 – Calgary Flames
- 1986-87 – Edmonton Oilers
- 1987-88 – Edmonton Oilers
- 1988-89 – Calgary Flames
- 1989-90 – Edmonton Oilers
- 1990-91 – Minnesota North Stars
- 1991-92 – Chicago Blackhawks
- 1992-93 – Los Angeles Kings

### Western Conference slutspilsmestre (Stanley Cup finalister)
- 1993-94 – Vancouver Canucks
- 1994-95 – Detroit Red Wings
- 1995-96 – Colorado Avalanche
- 1996-97 – Detroit Red Wings
- 1997-98 – Detroit Red Wings
- 1998-99 – Dallas Stars
- 1999-00 – Dallas Stars
- 2000-01 – Colorado Avalanche
- 2001-02 – Detroit Red Wings
- 2002-03 – Mighty Ducks of Anaheim
- 2003-04 – Calgary Flames
- 2004-05 – Ingen vinder pga lockout
- 2005-06 – Edmonton Oilers
- 2006-07 – Anaheim Ducks
- 2007-08 – Detroit Red Wings